# ハレマウマウ火口

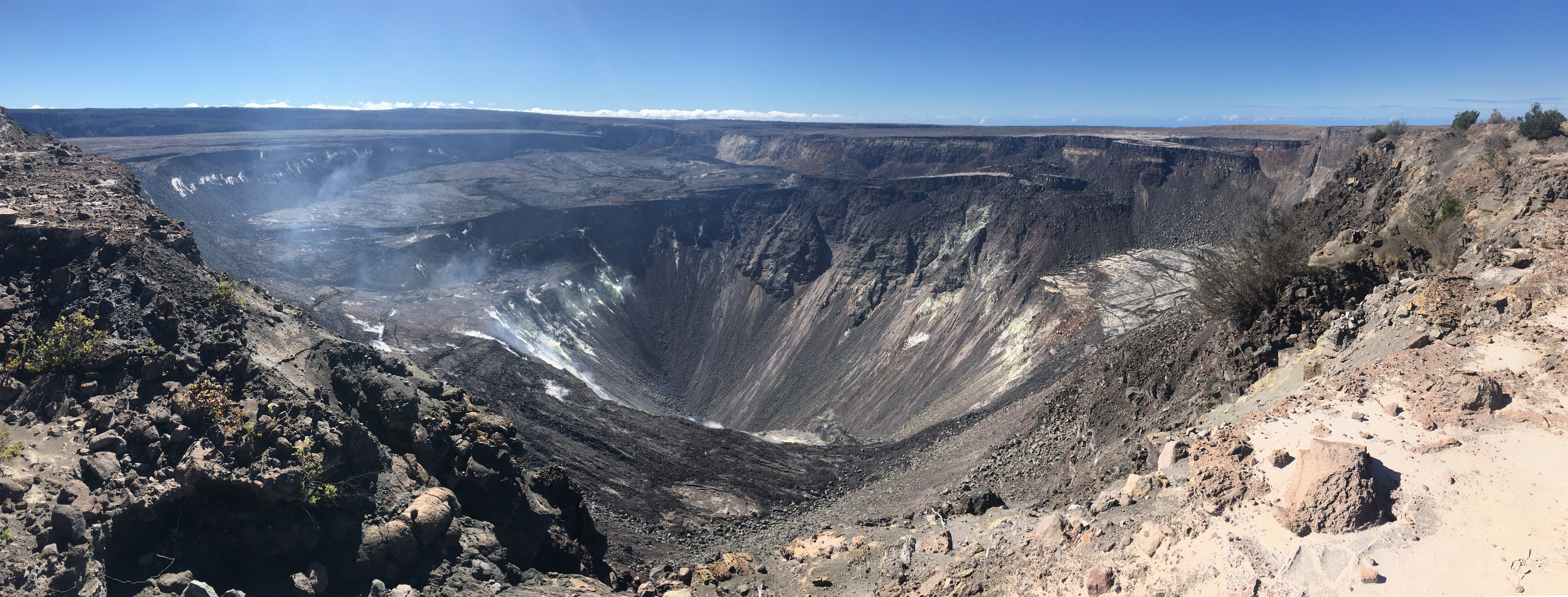
2019年5月

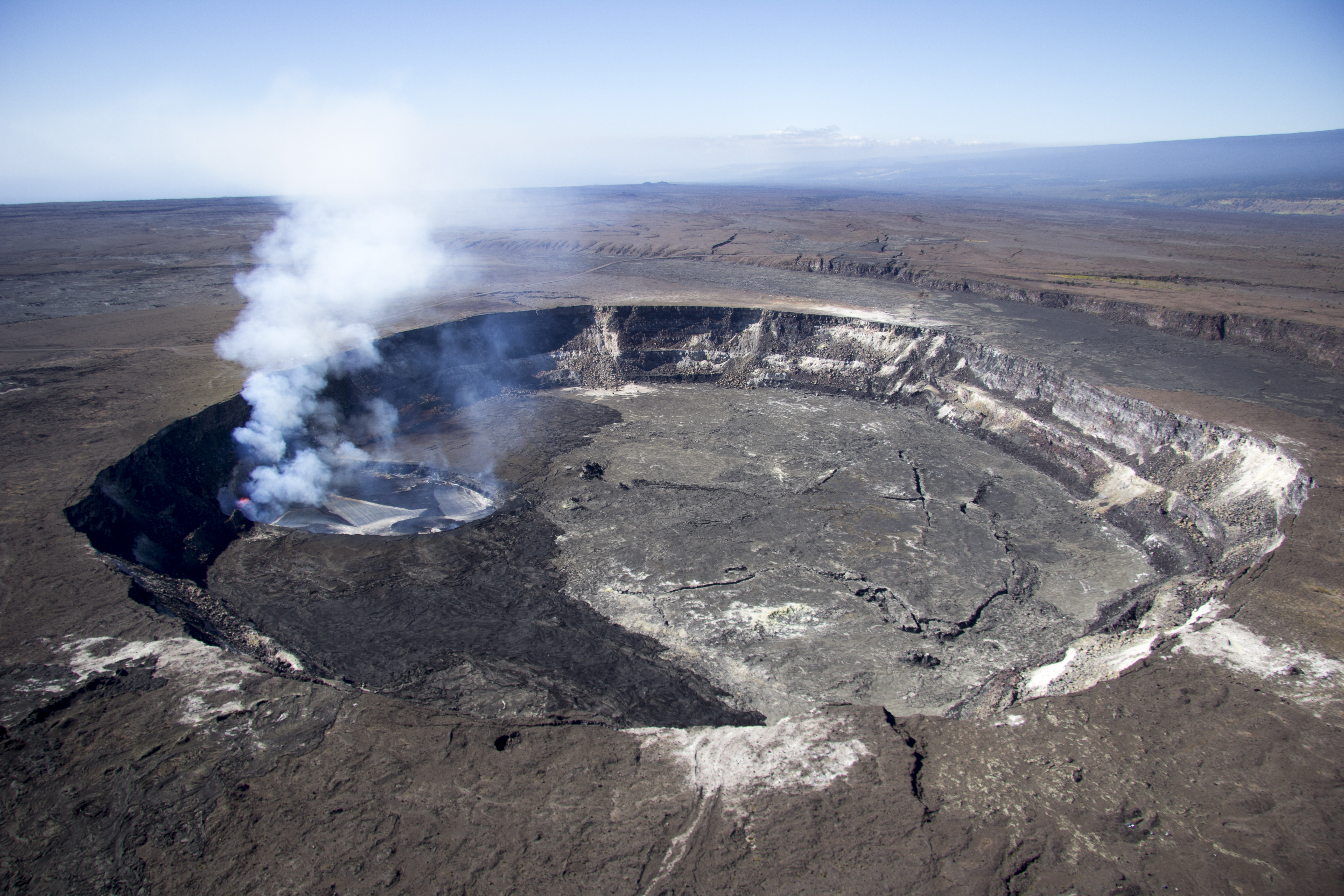
かつてのハレマウマウ火口と火口湖、2016年11月

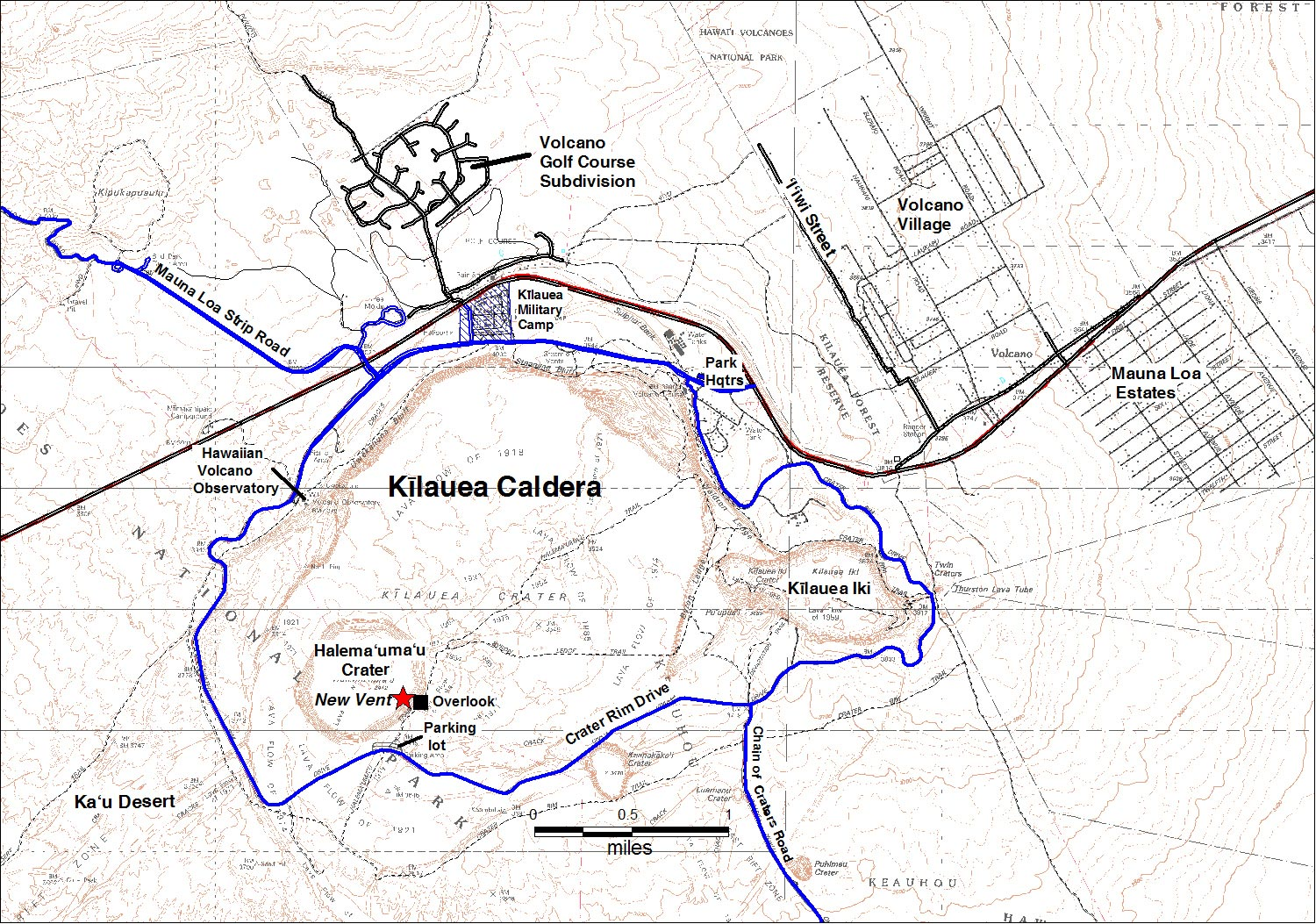
ハレマウマウ火口はキラウエア・カルデラの南西隅にあり、このカルデラとキラウエアイキ火口（Kilauea Iki）の周りめぐる火口周辺道路上のハワイ火山観測所の展望台からよく見える

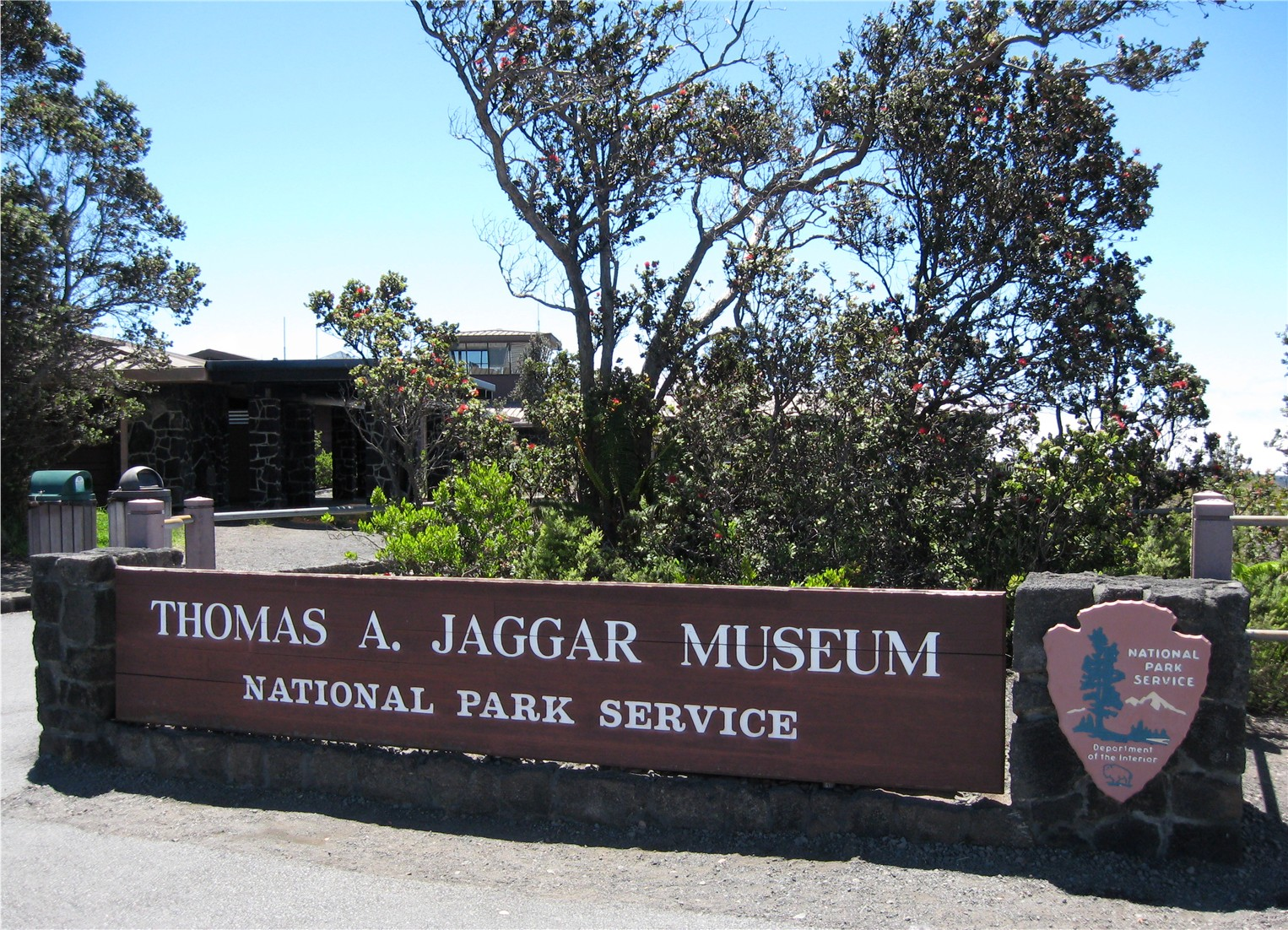
ジャガー博物館の横にハレマウマウ火口の展望台がある

ハレマウマウ火口（ハレマウマウかこう、英語: Halemaumau Crater）は、米国ハワイ州ハワイ島にあるキラウエア火山の火口の一つ。

## 概要
キラウエア火山の中心部にあるキラウエアカルデラ内にある火口である。カルデラの南西隅にあり、火口の縁の標高は1,100メートル付近である。 ハワイ神話では火山の女神のペレが住む処とされていて、ハレマウマウの名称はハワイ語でハワイ独特の「アマウ・シダ」（āmaʻu fern）の家、というような意味である。
ハレマウマウ火口内にはさらに小さな火口（下記参照）があり、そこに溶岩湖があったが、2018年の噴火で一帯が大きく陥没し姿が一変、溶岩湖も消滅した。しかしその後、徐々に水を湛えた火口湖が出来つつあり、徐々に大きさを増している。

## 展望台火口
2008年に火口の割れ目から噴火が始まって以降、溶岩は火口の底部から20～150メートル低い所にある。2015年4月24日にはハワイ火山観測所脇の展望台から見えるので「展望台火口」（Overlook Crater オーバールック火口とも）と名付けたこの火口湖は数日後は溶岩が溢れて、ハレマウマウ火口の底部に約9メートルの溶岩を積もらせた。その後、溶岩はこの火口湖の縁を超えることはなかったが、2016年の爆発と2018年の爆発ではまた縁を超えている。

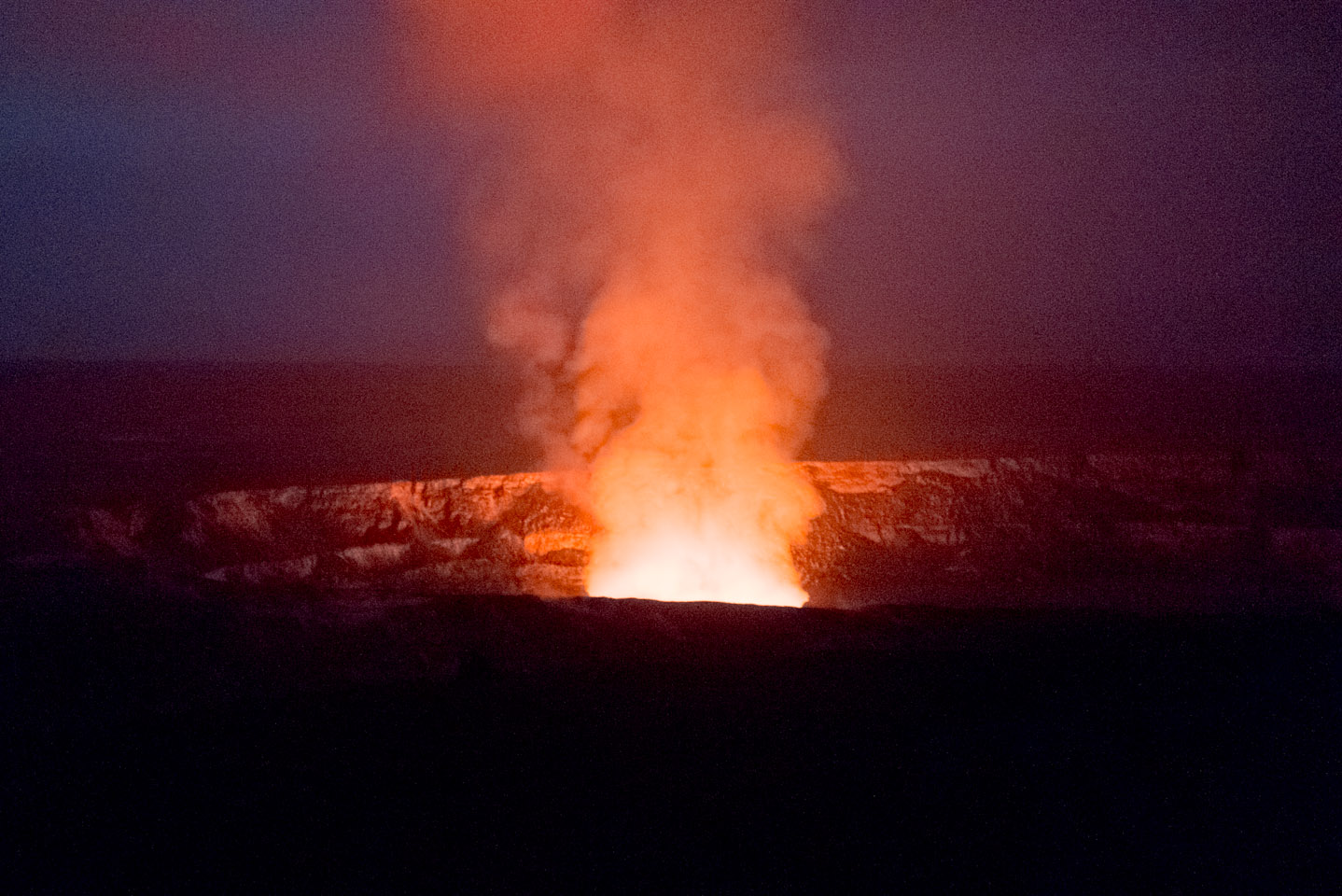
ハレマウマウ火口内にある展望台火口の火映、溶岩を噴き上げているわけではない 2013年3月

## 参照項目
- プウ・オオ火口
- キラウエアイキ火口 (Kilauea Iki)

## 交通
ハワイ州道11号線からハワイ火山国立公園のキラウエア火山側へ入り右へ。ビジターセンターと蒸気吹き出し口を過ぎた後、ハレマウマウ火口とキラウエアイキ火口の周りめぐる火口周辺道路（Crater Rim Drive）へ入り、特にジャガー博物館があるハワイ火山観測所の展望台からよく見える。